# Montbrun del Boscatge
Montbrun del Boscatge (occità Montbrun-Bocage) és un municipi francès del department de l'Alta Garona, a la regió Occitània.